# Tofu
A tofu (magyarul: szójatúró, szójababsajt) kínai eredetű élelmiszer, melyet a szójababból kinyert szójatej megaltatásával és a visszamaradt „túró” összenyomásával készítenek. Magyarul szójababsajtnak is nevezik.
A tofu a kínai konyha alapvető élelmiszere és hagyományosan része a japán, koreai és a délkelet-ázsiai országok konyhájának. Mára az egész világon széles körben elterjedt, magas fehérjetartalma miatt főleg a vegetáriánusok étrendjében foglal el fontos szerepet a Föld más részein, mint húspótló. Ez a szójából készült termék alapvetően íztelen és szagtalan, de jól átveszi egyéb élelmiszerek és fűszernövények ízét, ezért édes és fűszeres ételek elkészítésére egyaránt alkalmas. Készítik nyers és ízesített formában is. Állaga az egészen lágytól a keményig terjedhet. Változatosan felhasználható, egyes fajtái nyersen fogyaszthatók, de lehet sütni, főzni, párolni, fűszerezni, illetve levesekbe is kedvelt betét.

## Előállítása és jellemzői

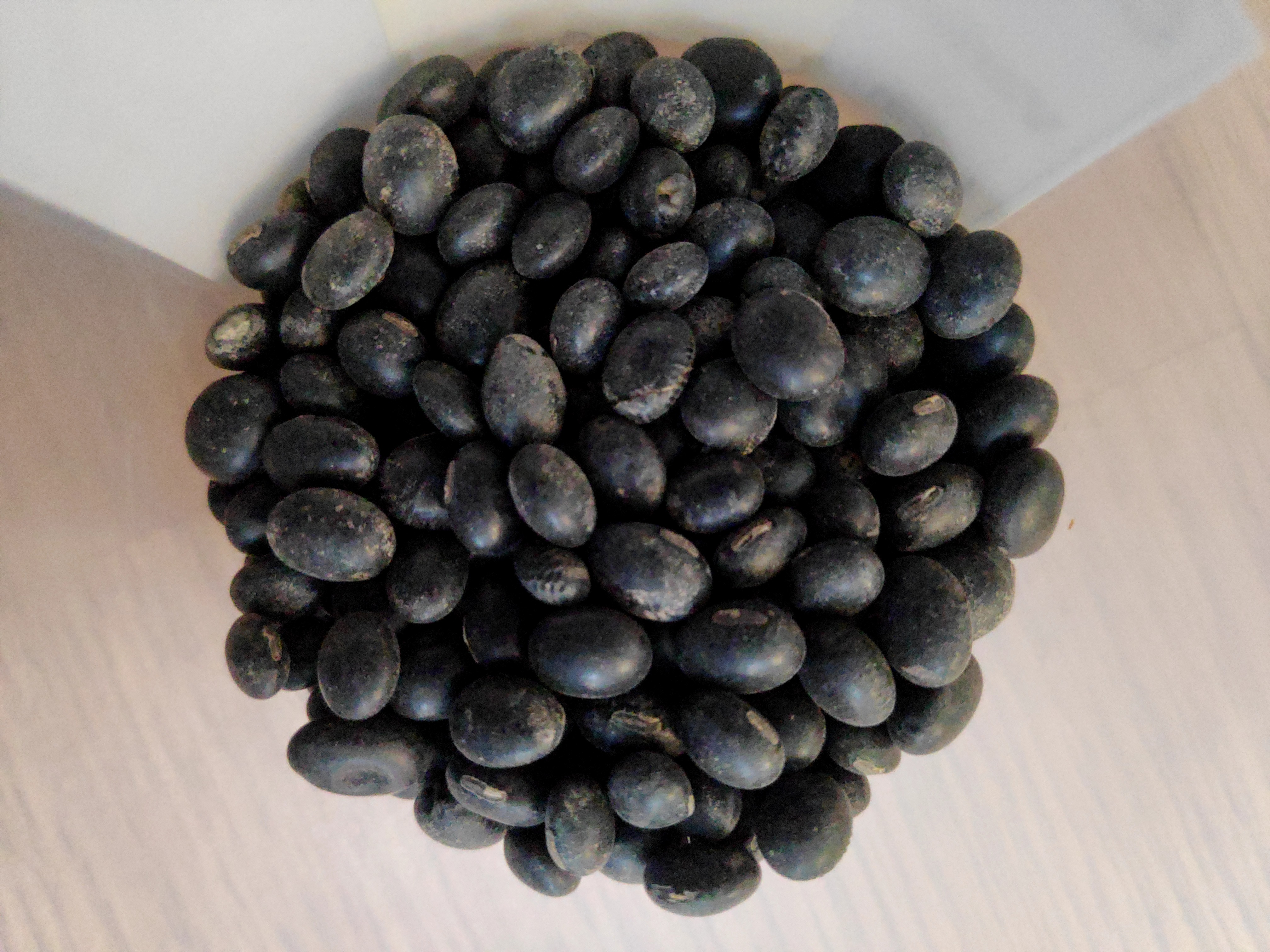
Szójabab

A tofut szójatej koagulációjával (denaturáció) és a kicsapódott „túró” összenyomásával készítik. A szójatejet szójabab beáztatásával, összezúzásával, forralásával és leszűrésével állítják elő. A szójatejben lévő fehérje kicsapódását általában kalcium-szulfát hozzáadásával érik el, ez a legáltalánosabban használt koaguláló szer a tofu előállításánál Kínában. Használnak még erre a célra magnézium-kloridot vagy citromsavat, sőt tengervizet.
Ásványi anyagokban (vas, foszfor, kálium, kalcium, nátrium) és vitaminokban (B1; B; B3; P) gazdag. Dietetikai szempontból jelentős tulajdonsága, hogy energiaszegény, koleszterinmentes fehérjeforrás. Nem tartalmaz szacharózt, laktózt, glükózt, tejfehérjét, glutént, konyhasót - így a legtöbb diétában kiválóan beilleszthető. A gyártása során alkalmazott hő hatására elbomlik a szójababban lévő emésztést gátló enzim (tripszin-inhibitor) és minden ízrontó alkotórész. 
100 g tofu 10-12,5 g fehérjét, 5-7 g zsírt és 0,2-1 g szénhidrátot tartalmaz.

## Fajtái
A tofut számos formában állítják elő. Elkészítési foka szerint megkülönböztetnek friss és feldolgozott tofut, a friss tofu szójatejből készül, a feldolgozott tofu pedig friss tofuból.

### Friss tofu

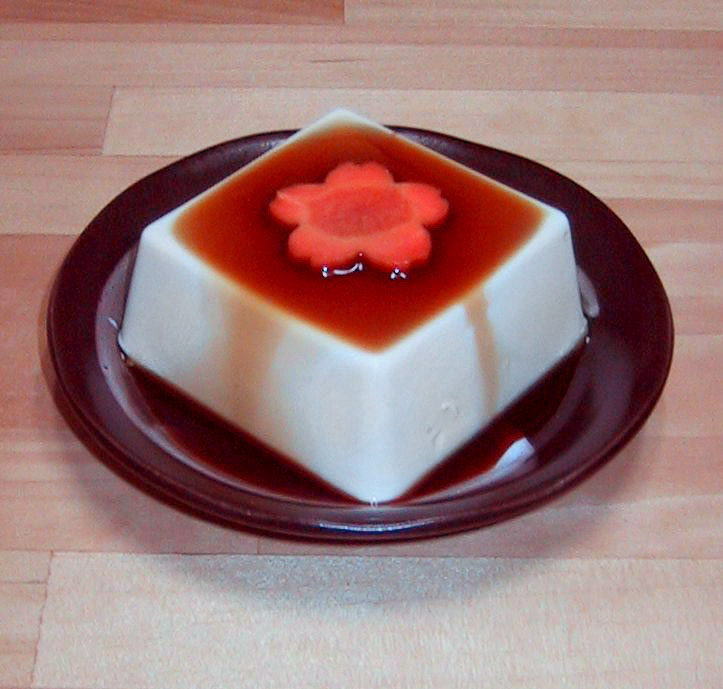
Lágy tofu szójaszósszal

A friss tofut annak víztartalma alapján három fő csoportba osztják.

#### Lágy vagy selymes tofu
A lágy tofu () a legmagasabb víztartalmú tofu, állaga a lágy pudinghoz hasonló. Japánban és Koreában hagyományosan tengervíz felhasználásával állítják elő. Egyes lágy tofu fajták annyira puhák, hogy szinte lehetetlen pálcikával elfogyasztani, ezért porcelánkanállal eszik.

#### Kemény tofu
A kemény tofu () ugyan össze van préselve, de még így is elég magas a víztartalma. Keménysége a nyers húséhoz hasonló, de általában annál rugalmasabb, ha összenyomják kiugrik. Belső struktúrája a kemény pudinghoz hasonlít. Kérge olyan mint a muszlin anyagé és kevésbé sérülékeny, mint a belseje. Könnyen ehető pálcikával.

#### Szárított tofu
A szárított tofu () egy igen szilárd tofufajta, a friss tofufélék közül ez tartalmazza a legkevesebb vizet. Keménysége a sült húshoz hasonlít és rugalmas. Van olyan fajtája, melyet nagyon laposra préselnek és hosszú csíkokra vágják, ez ránézésre leginkább tésztához hasonlít.

### Feldolgozott tofu

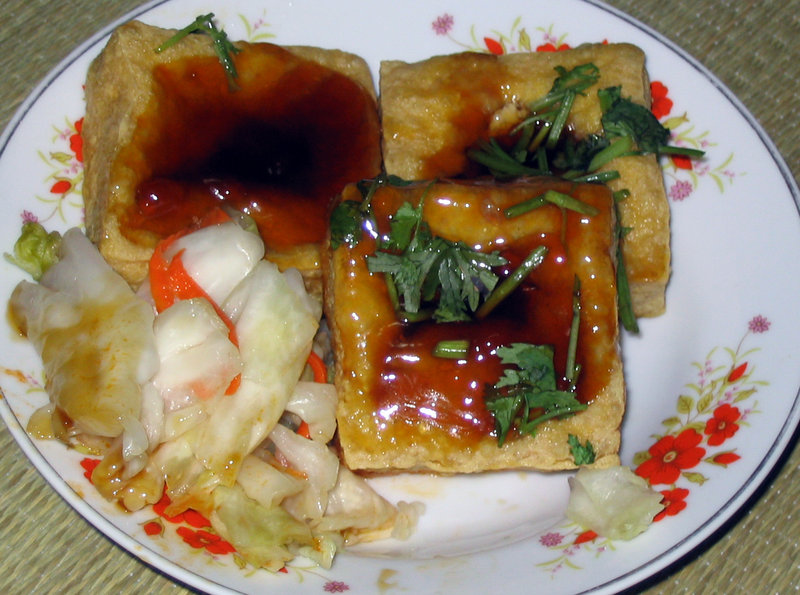
Büdös tofu sütve

A friss tofu sokféleképpen feldolgozható. Ezek egy része azt szolgálja, hogy a friss tofu hosszabb ideig eltartható legyen.

#### Tartósított tofu
A tartósított tofu () olyan tofukockákból áll, melyeket levegőn kiszárítottak és melyeket baktériumok erjesztenek. Ezeket a kockákat aztán rizsbor, sós víz, ecet és darált csilipaprika keverékébe teszik, de van olyan fajtája, melyet rizsszemek, babpástétom és szójabab keverékéhez lehet hozzáadni.

#### Büdös tofu
A büdös tofu () egy különleges lágy tofufajta, melyet zöldségek és halszósz keverékében erjesztettek. Szaga nagyon hasonlít egyes érlelt sajtokéhoz és a legtöbben kifejezetten büdösnek tartják.

### Melléktermékek

#### Tofu kéreg

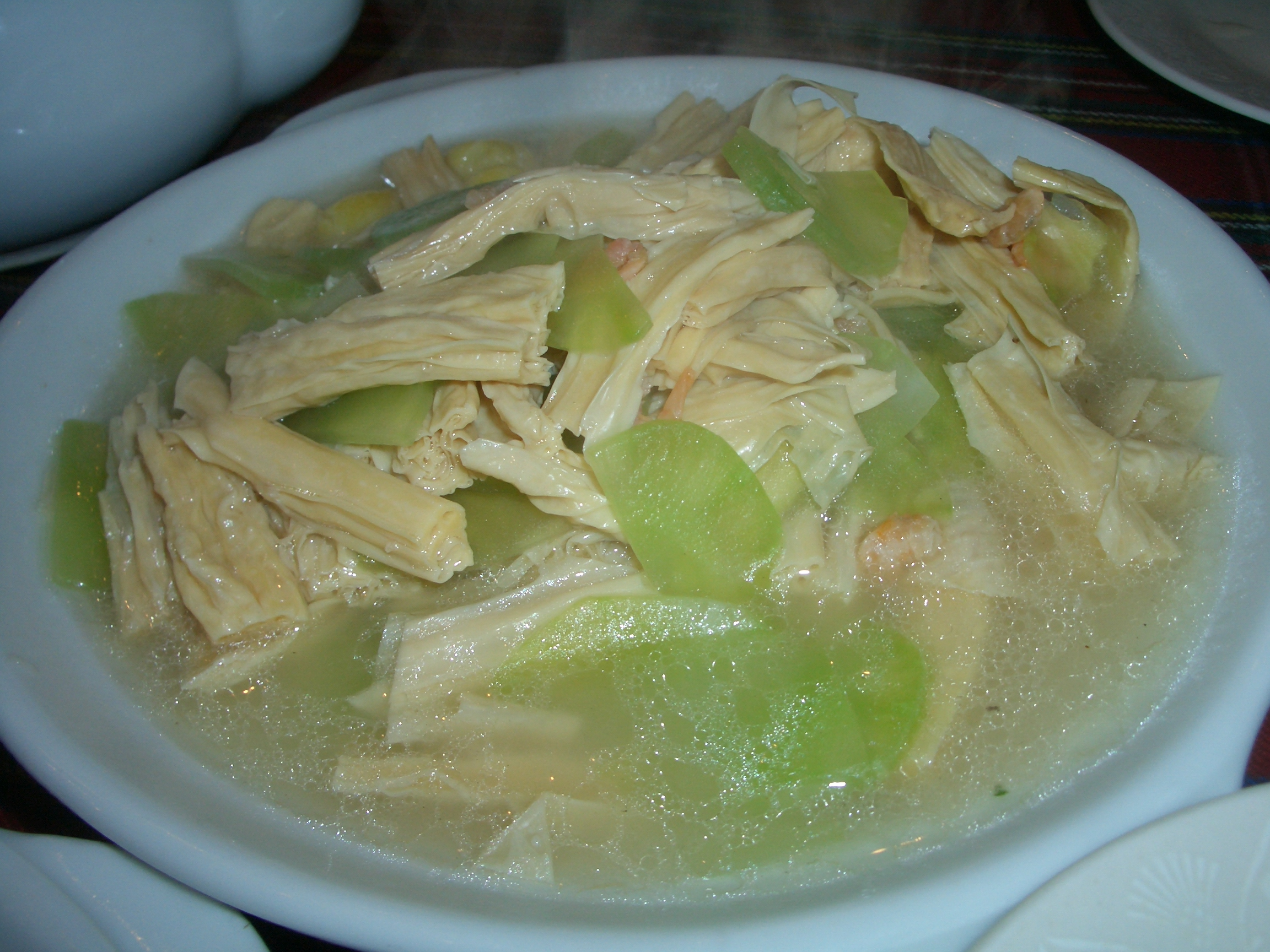
Tofu kéreg

A tofu kéreg előállítása úgy történik, hogy szójatejet egy nagy serpenyőben forralnak, ennek során a tej tetején vékony filmréteg képződik. Ezt aztán összegyűjtik és sárgás lapos tésztaszerű anyaggá préselik.